# Witkówek
Witkówek – przysiółek wsi Witków w Polsce, położony w woj. dolnośląskim, w pow. legnickim, w gminie Chojnów, na zachód od Chojnowa niedaleko autostrady A4.
W latach 1975–1998 przysiółek należał administracyjnie do województwa legnickiego.